# John Colson
Pour les articles homonymes, voir Colson.
John Colson, né en 1680 et mort le 20 janvier 1760 à Cambridge, était détenteur de la chaire lucasienne en mathématiques de l'université de Cambridge. John Colson est devenu membre de la Royal Society le 11 juin 1713.
Il a traduit en anglais :
- le De Methodis Serierum et Fluxionum d'Isaac Newton
- le Instituzioni analitiche ad uso della gioventu italiana de Maria Gaetana Agnesi